# B3GAT2
Galaktozilgalaktozilksilozilprotein 3-beta-glukuronoziltransferaza 2 je enzim koji je kod ljudi kodiran genom B3GAT2.
Produkt ovog gena je transmembranski protein koji pripada porodici glukuroniltransferaza i katalizuje prenos beta-1,3 povezane glukuronske kiseline na terminalnu galaktozu u različitim glikoproteinima ili glikolipidima koji sadrže Gal-beta-1-4GlcNAc ili Gal-beta-1-3GlcNAc ostatak. Kodirani protein uključen je u sintezu ugljenohidratnog epitopa ljudskog prirodnog ubice-1 (HNK-1), sulfatiranog trisaharida uključenog u ćelijsku migraciju i adheziju u nervnom sistemu.

## Upotreba antitela HNK-1 za istraživanje neuralnog grebena
Antitela podignuta protiv epitopa HNK-1 odigrala su veliku ulogu u studijama nervnog grebena, posebno kod ptičijeg embriona. Prvo antitelo razvijeno protiv ovog epitopa bilo je NC-1, koje je omogućilo mnogo lakše analize puteva migracije nervnog grebena. Kod ptica, a posebno kod drugih kičmenjaka, rezultate HNK-1 bojenja treba tumačiti sa oprezom jer epitop nije jedinstven za neuralni greben.

## Literatura
- Nagase T, Kikuno R, Ohara O (2002). „Prediction of the coding sequences of unidentified human genes. XXII. The complete sequences of 50 new cDNA clones which code for large proteins.”. DNA Res. 8 (6): 319—27. PMID 11853319. doi:10.1093/dnares/8.6.319 .
- Strausberg RL, Feingold EA, Grouse LH,  . (2003). „Generation and initial analysis of more than 15,000 full-length human and mouse cDNA sequences.”. Proc. Natl. Acad. Sci. U.S.A. 99 (26): 16899—903. Bibcode:2002PNAS...9916899M. PMC 139241 . PMID 12477932. doi:10.1073/pnas.242603899 .
- Marcos I, Galán JJ, Borrego S, Antiñolo G (2003). „Cloning, characterization, and chromosome mapping of the human GlcAT-S gene.”. J. Hum. Genet. 47 (12): 677—80. PMID 12522689. doi:10.1007/s100380200103 .
- Mungall AJ, Palmer SA, Sims SK,  . (2003). „The DNA sequence and analysis of human chromosome 6.”. Nature. 425 (6960): 805—11. Bibcode:2003Natur.425..805M. PMID 14574404. doi:10.1038/nature02055 .
- Ota T, Suzuki Y, Nishikawa T,  . (2004). „Complete sequencing and characterization of 21,243 full-length human cDNAs.”. Nat. Genet. 36 (1): 40—5. PMID 14702039. doi:10.1038/ng1285 .
- Kakuda S, Oka S, Kawasaki T (2004). „Purification and characterization of two recombinant human glucuronyltransferases involved in the biosynthesis of HNK-1 carbohydrate in Escherichia coli.”. Protein Expr. Purif. 35 (1): 111—9. PMID 15039073. doi:10.1016/j.pep.2003.12.021.
- Kakuda S, Sato Y, Tonoyama Y,  . (2005). „Different acceptor specificities of two glucuronyltransferases involved in the biosynthesis of HNK-1 carbohydrate.”. Glycobiology. 15 (2): 203—10. PMID 15470230. doi:10.1093/glycob/cwi001 .
- Kimura K, Wakamatsu A, Suzuki Y,  . (2006). „Diversification of transcriptional modulation: large-scale identification and characterization of putative alternative promoters of human genes.”. Genome Res. 16 (1): 55—65. PMC 1356129 . PMID 16344560. doi:10.1101/gr.4039406.
- Shiba T, Kakuda S, Ishiguro M,  . (2006). „Crystal structure of GlcAT-S, a human glucuronyltransferase, involved in the biosynthesis of the HNK-1 carbohydrate epitope.”. Proteins. 65 (2): 499—508. PMID 16897771. S2CID 31290955. doi:10.1002/prot.21118.

## Spoljašnje veze
- Human B3GAT2 genome location and B3GAT2 gene details page  in the UCSC Genome Browser.
- PDBe-KB provides an overview of all the structure information available in the PDB for Human Galactosylgalactosylxylosylprotein 3-beta-glucuronosyltransferase 2  (B3GAT2)